# Kahabu

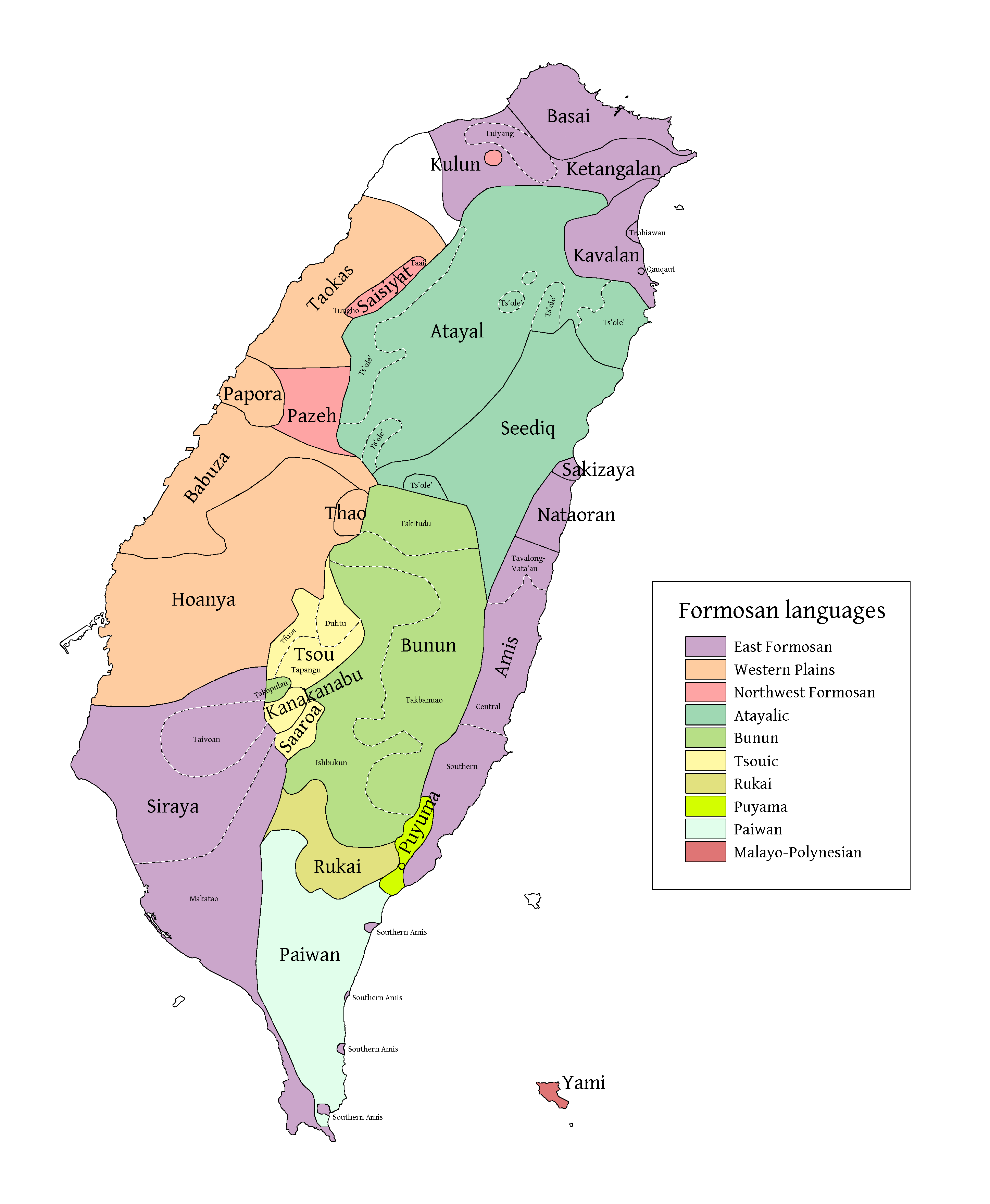
Spreiding van taalgebieden in Taiwan voor de Chinese kolonisatie

Kahabu (Kaxabu) was een dialect van het Pazeh, een Paiwanische taal gesproken in Taiwan. Dit was het enige dialect dat anno 2000 nog (zij het door een erg klein aantal bejaarden) werd gesproken door mensen in het Pazeh-taalgebied.

## Grammatica
- De imperatief wordt als volgt gevormd voor enkele werkwoorden: (eerst de tegenwoordige tijd, dan de imperatief)
  - ma-xatukun (klimmen) → xatukul-i
  - m-daxan (graven) → daxal-i
  - ma-hatan (lachen) → pa-hatan-i

Ailan · Kahabu · Pazeh